# نهج جامع الزيتونة

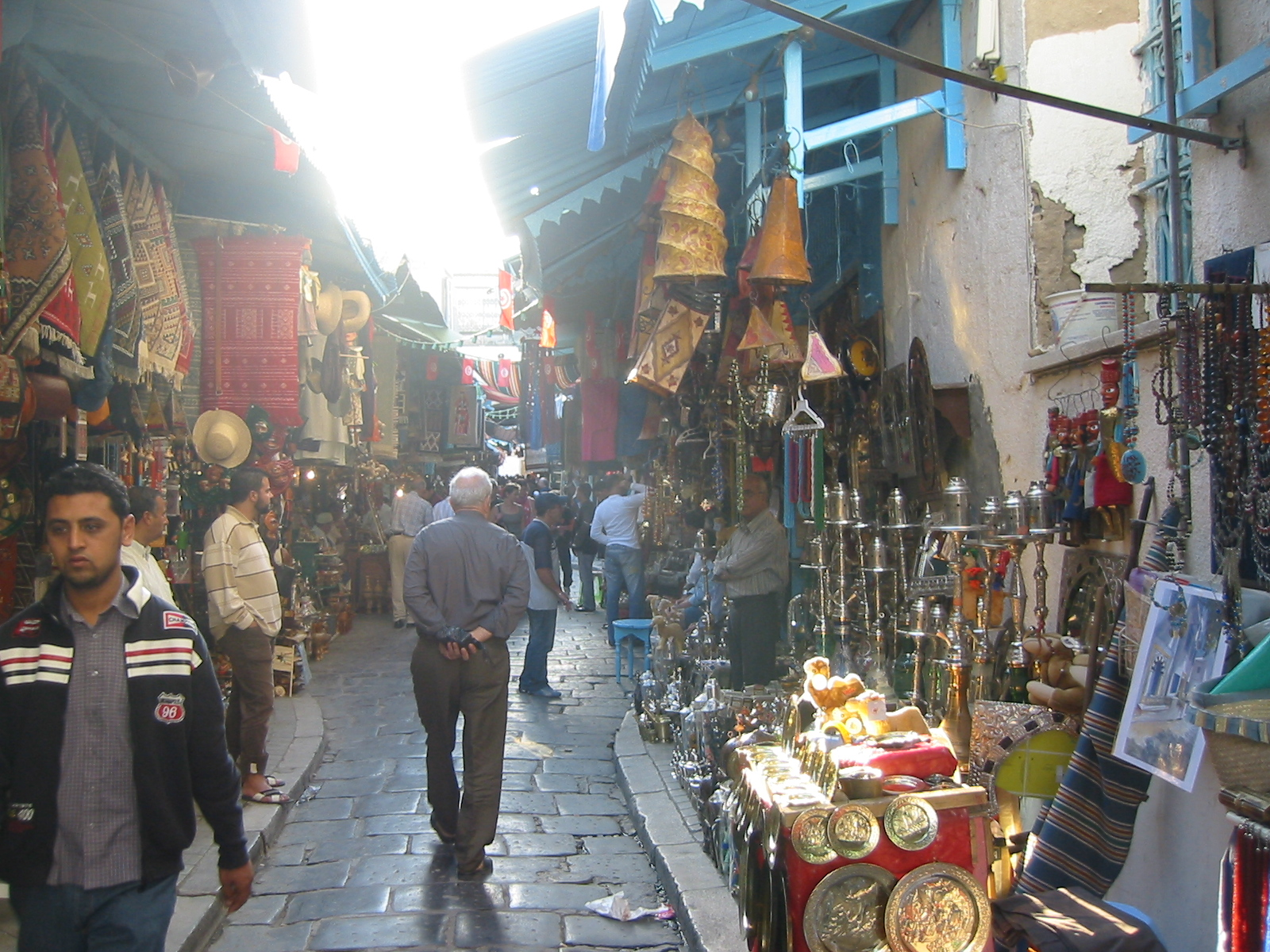
نهج جامع الزيتونة بمدينة تونس العتيقة

نهج جامع الزيتونة هو أحد أهم أنهج مدينة تونس العتيقة. كان يسمى في العهد الاستعماري نهج الكنيسة وهو ينطلق من جامع الزيتونة ليصل إلى ساحة النصر بمدخل الحي الحديث. ويعتبر هذا النهج أحد أسواق مدينة تونس إذ تنتصب به دكاكين الحرفيين الموجه إنتاجها إلى السياح. ومن أهم معالمه التاريخية المقر القديم لجمعية الأوقاف والذي احتضن لفترة طويلة قسم الدوريات للمكتبة الوطنية التونسية، كما توجد به المكتبة العتيقة وهي كتبية ودار نشر قامت بنشر عدد من الكتب المحققة، وتعتبر إحدى أقدم المكتبات بالمدينة العتيقة. كما يوجد في مدخله جامع المهراس أحد أقدم الجوامع بالمدينة.

## معرض صور

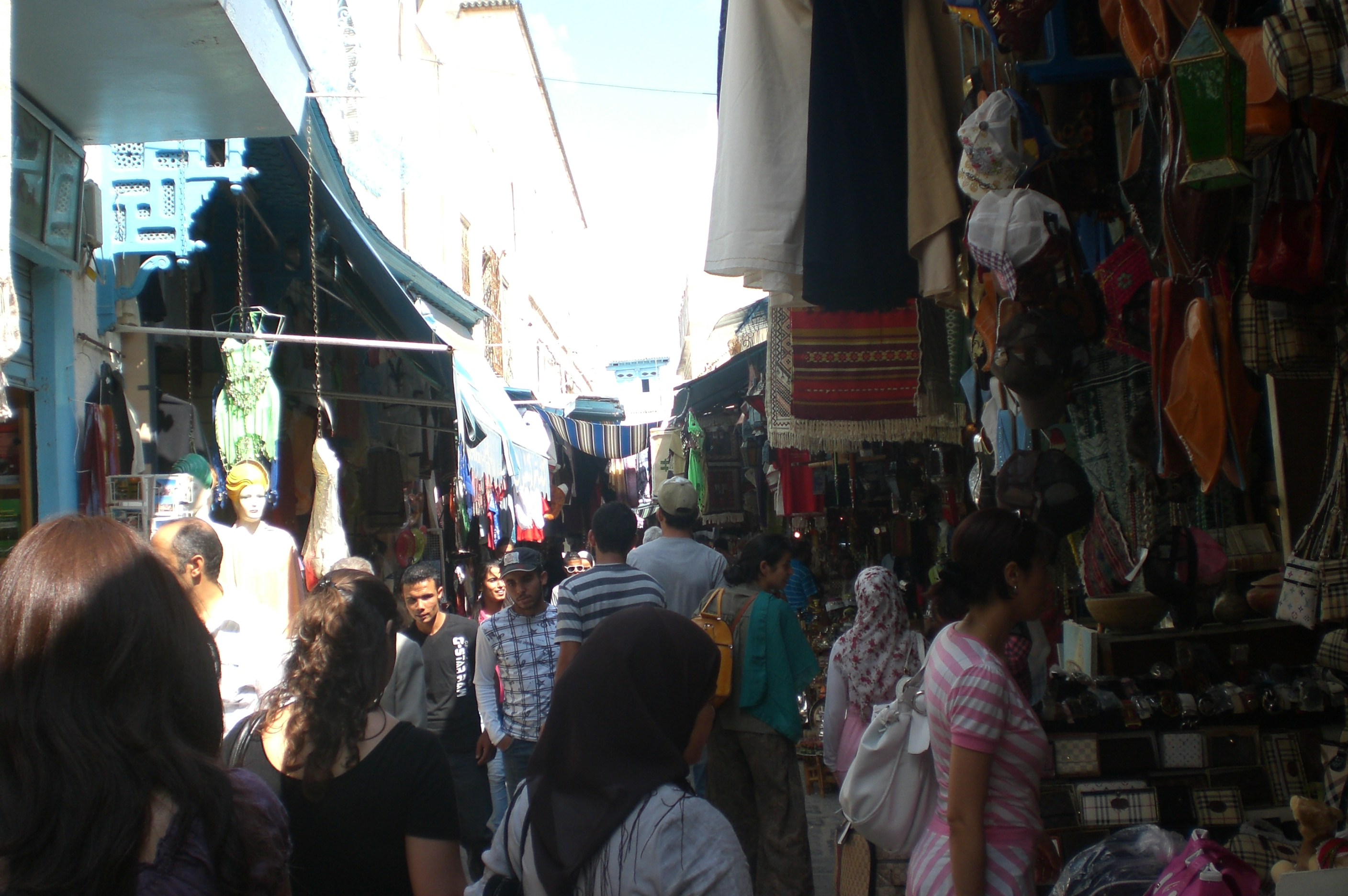
نهج جامع الزيتونة-البشر والسع
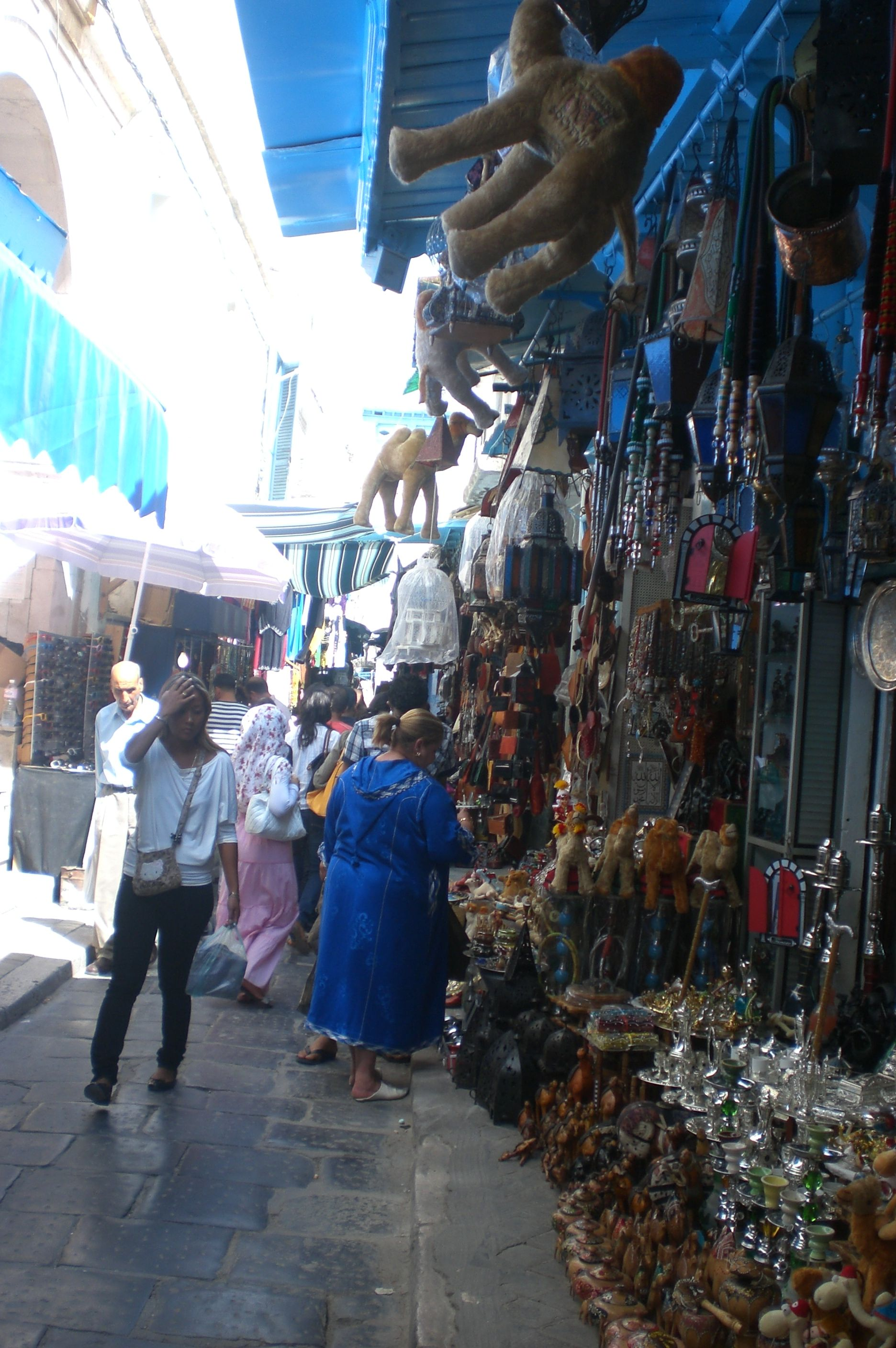
نهج جامع الزيتونة-تحف للذكرى
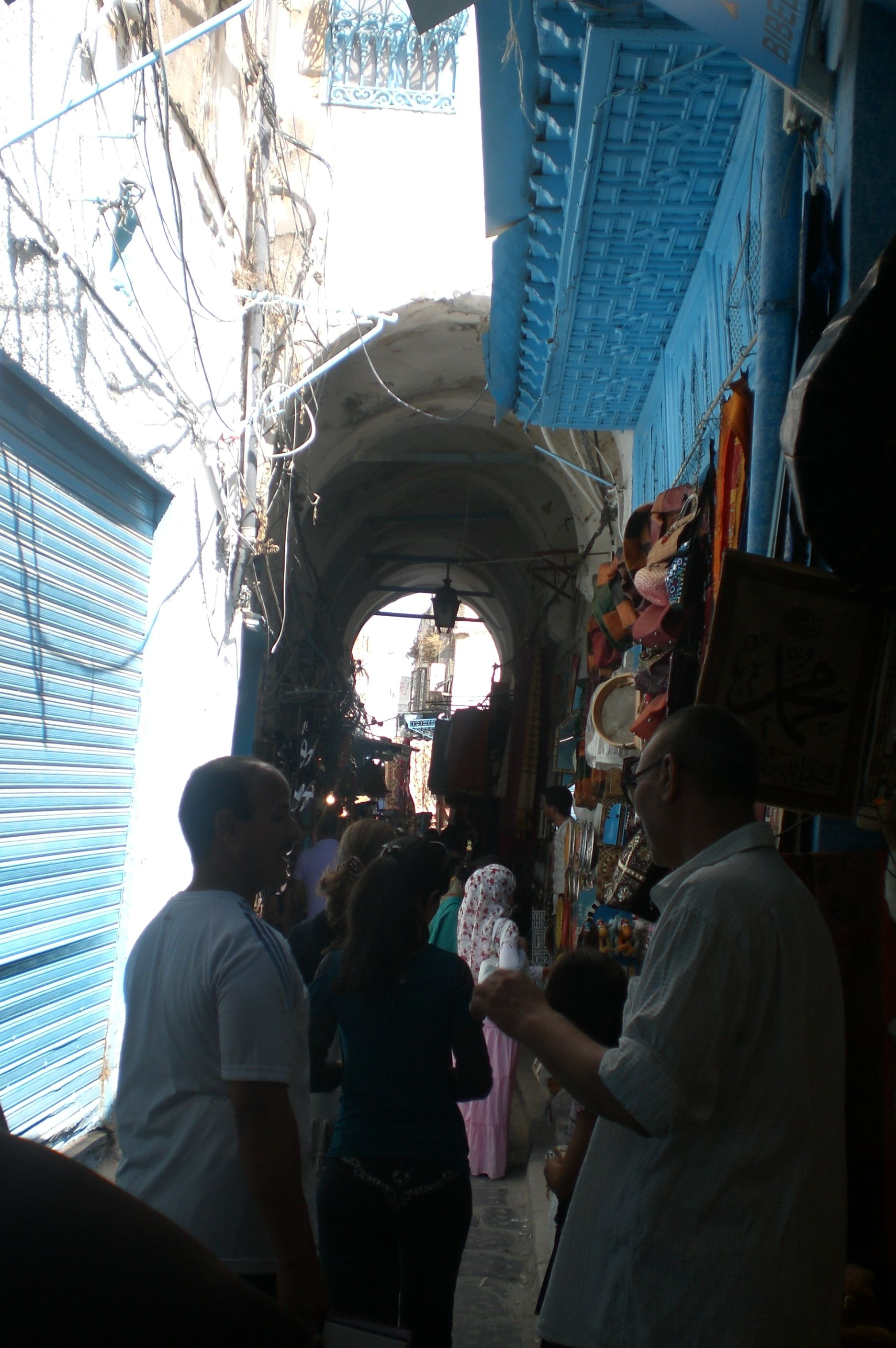
صاباط نهج جامع الزيتونة
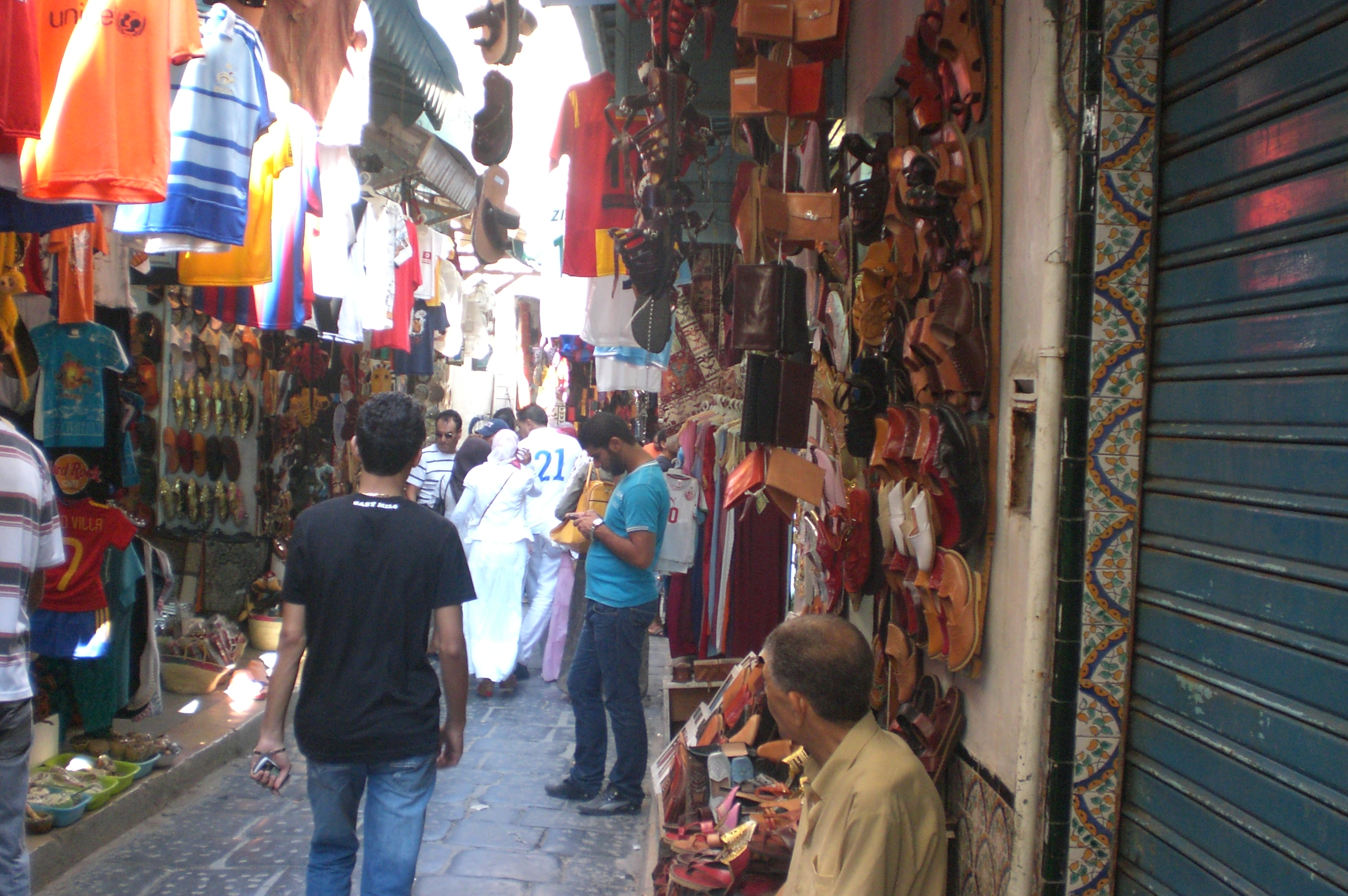
نهج جامع الزيتونة-بضائع جلدية
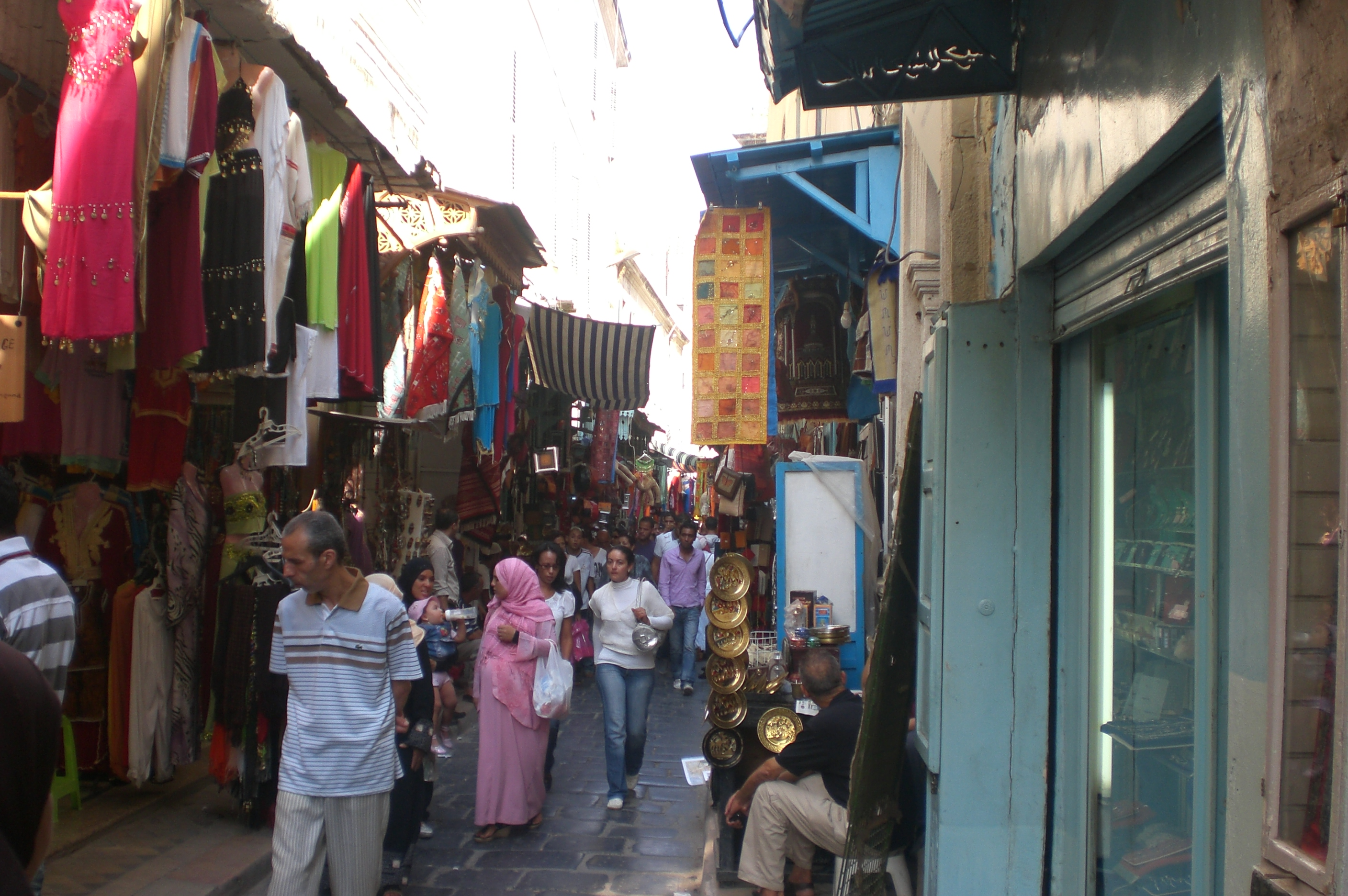
نهج جامع الزيتونة-لباس تقليدي